# Dover Seaways
Le Dover Seaways est un ferry trans-manche exploité par DFDS Seaways. Il fait partie de l'un des trois navires jumeaux conçu pour la traversée de Douvres à Dunkerque, capable de faire la traversée en 1 heure et 45 minutes. Le Dover Seaways est un navire au design scandinave. Il a été construit dans le chantier naval de Samsung en Corée du Sud en 2005. Il navigue sous le pavillon du Royaume-Uni et son port d'immatriculation est Douvres.
Le Dover Seaways a été construit pour Norfolkline. Il navigue sous le pavillon du Royaume-Uni sur la route Dunkerque-Douvres et son port d'immatriculation est Douvres. 
En juillet 2010, DFDS Seaways a acheté Norfolkline de Maersk. Le navire a été renommé Dover Seaways et repeint aux couleurs de DFDS. À sa reprise, le Dover Seaways a continué sur la route Dunkerque-Douvres.

## Accidents et incidents

### 2014: Collision avec le quai
Le 9 novembre 2014, le Dover Seaways est entré en collision avec un mur du port de Douvres, peu de temps après avoir quitté le port à 08:00. Le navire était en direction de Dunkerque avec 320 passagers à son bord. Plusieurs passagers ont eu des blessures mineures et quatre ont été conduits à l'hôpital. La cause de la collision est actuellement inconnue.

## Navires jumeaux
Le Dover Seaways a deux navires jumeaux qui opèrent sur la même route : le Dunkerque Seaways et le Delft Seaways.